# Bjarne Nilssen
Bjarne Nilssen (* im 19. Jahrhundert in Norwegen; † im 20. Jahrhundert) war ein norwegischer nordischer Skisportler. 

## Werdegang
Bjarne Nilssen war, obwohl Norweger, besonders bei den deutschen Skimeisterschaften erfolgreich.
Bereits 1899 sprang er auf der Max-Egon-Schanze am Feldberg eine damals für diese Schanze außergewöhnliche Distanz von 19,0 Metern.
Bei der am Feldberg ausgetragenen inoffiziellen ersten deutschen Meisterschaft im Skispringen 1900 gewann er, was er im nächsten Jahr, als die erste offizielle deutsche Meisterschaft ausgetragen wurde, wiederholen konnte.
Bei der Meisterschaft 1900 gab es bereits einen offiziellen Wettbewerb im Skilanglauf, den er durch Verwendung des in Deutschland bis dahin unbekannten Schlittschuhschritts gewann.